# Яцьковичі
Я́цьковичі — село в Україні, в Рівненському районі Рівненської області. Населення становить 1190 осіб. Село у складі Березнівської громади, колишній центр сільради.
Розташоване за 20 км від центру громади.
Село складається з двох частин одна з яких носить назву Випировка, інша — Поташня.

## Географія
Селом протікає річка Переспа.

## Історія
Село Яцьковичі назване на честь дрібного поміщика, нині маловідомого поліського письменника Михайла Горонатовича Яцьковицького. Він корінний поміщик, народився в с. Холопи у 1846 р. Його мати Марія Яцьковицька, розділила із сестрою землі, які їм належали. Марія мала володіти окремою земельною ділянкою це і утворилося село Яцьковичі названого в честь свого прізвища. Інша частина села — Поташня — назва походить від слова поташ, який добували в цій місцевості.
Від центру села, тобто від місця де зараз знаходиться сільський ФАП, дорога тяглася до урочища «Залав'я» і «Смолярня». Пізніше, коли переселені сім'ї почали розростатися, створювалися нові сім'ї то будували вони собі хати вже обабіч цієї дороги. Так утворилася вулиця, яка зараз єцентральною вулицею села Яцьковичі.

### Друга світова війна
Під час Другої світової війни 36 мешканців села воювали у червоній армії. За мужність виявлену в боях проти німецьких загарбників, 20 односельчан нагороджено орденами і медалями. Смертю хоробрих полягло 15 односельчан.
У 1943 році село було повністю зруйноване, спалене поляками, з першої вулиці яка була заселена в часи пана Яцьковського залишилося тільки три хати. Люди змушені були йти за річку Случ в села Моквин, Погорилівка, Білка, Голубне, у так звані збіги, тобто втікали бігли від ворога, залишали все своє нажите господарство, землю, добро, рятували своє життя, життя дітей, стареньких батьків. Назад у село повернулись на суцільне згарище.
На території краю діяли загони УПА. В урочищі «Переспа» в 1944 році відбувся великий бій загонів УПА з Червоною Армією.
У ході Другої польсько-української війни та польсько-українського протистояння на Волині у 1943 році село було повністю зруйноване, спалене поляками, з першої вулиці, яка була заселена в часи пана Яцьковського залишилося тільки три хати.

### Незалежна Україна
12 червня 2020 року, відповідно до розпорядження Кабінету Міністрів України № 722-р від «Про визначення адміністративних центрів та затвердження територій територіальних громад Рівненської області», увійшло до складу Березнівської міської громади.
19 липня 2020 року, в результаті адміністративно-територіальної реформи та ліквідації Березнівського району, село увійшло до складу Дубенського району.
Персоналії:

Гурінчук Петро Каленикович [недоступне посилання з серпня 2019]
У 1950 році у селі було створено колгосп імені Свердлова за яким закріплено 4622 га. землі, в тому числі 1164 га землі. З кожного двору збирали все, що могли: борони і вози, коней, корів, свиней, зерно, сіно, солому і т. д., а кілька сімей, що не бажали віддавати нажите виселяли в Сибір. Колгосп проіснував до кінця 90-х років XX ст.. Господарство спеціалізувалося на виробництві зерна, льону — молочної продукції, картоплі.
В селі працювала хлібопекарня. Всі працівники хлібопекарні були яцьковичанами. В 70- х роках була прокладена до Яцькович зі сторони Балашівки бруківка, а в 2004 році до села була прокладена асфальтова дорога.

## Населення
За переписом населення 2001 року в селі мешкали 1 192 особи.

### Мова
Розподіл населення за рідною мовою за даними перепису 2001 року:
| Мова       | Відсоток |
| ---------- | -------- |
| українська | 99,83 %  |
| білоруська | 0,08 %   |
| російська  | 0,08 %   |

## Економіка
У 1950 році у селі було створено колгосп імені Свердлова, який проіснував до кінця 90-х років XX століття.
У селі є 5 магазинів та 1 об'єкт громадського харчування.

## Освіта, культура, охорона здоров'я
У 1867 році у с. Яцьковичі було відкрито парафіяльну школу.
Сьогодні в селі є загальноосвітня школа І—II ступенів, фельдшерсько — акушерський пункт, сільський будинок культури, публічно — шкільна бібліотека.

## Релігія
У 1925 році було побудовано дерев'яний костел Святого Йозефа Облюбеніца. В 1936—1939 роках в селі побудовано цегляний, мурований костел. В 1938 році парафія налічувала 5227 віруючих. До парафії належали рудня Поташня, Альфредовка, Антолін, Березники, Балашівка, Хотинь, Костельне, Гнане, Яцьковичі, Якубовка Мала, Марульчин, Михалин, Пересеки, Подраловка, Радзевіце, Рудня Бобровська, Рудня Лінчинська, Стужне, Вишимір, Заволоччя.
У 1994 році побудовано Свято-Покровський храм.

## Природні зони, пам'ятки природи
За 10 км від села Яцьковичі розташований Броніславський став-кар'єр — штучна водойма глибиною понад 30 метрів, яка утворилася на місці колишнього кар'єру з видобутку габро, вражає красою та специфічним зеленкувато-малахітовим забарвленням прозорої води.
Кар'єр «Білий кварц» затоплений водою. Він функціонував до 1939 року. Відшарування кварцу можна спостерігати у вузькій береговій зоні.

## Відомі люди
У селі народився український письменник Боровець Борис Тимофійович.